# Letana mursinga
Letana mursinga är en insektsart som beskrevs av Sigfrid Ingrisch och Shishodia 2000. Letana mursinga ingår i släktet Letana och familjen vårtbitare. Inga underarter finns listade i Catalogue of Life.